# Östliche Simonyspitze
Östliche Simonyspitze (3442 m n. m.) je hora ve Vysokých Taurách v Rakousku. Nachází se ve skupině Venedigeru na hranicích mez Tyrolskem a Salcburskem. Leží v hřebeni Tauernhauptkamm mezi vrcholy Westliche Simonyspitze (3481 m) na jihozápadě a Vorderer Maurerkeeskopf (3325 m) na severu. Na severozápadních svazích hory se rozkládá ledovec Krimmlerkees, na jižních svazích ledovec Simonykees a na východních svazích ledovec Maurerkees. Hora byla pojmenována na počest rakouského geografa Friedricha Simonyho.
Jako první vystoupili na vrchol 28. července 1871 stuttgartský horolezec Theodor Harpprecht v doprovodu horského vůdce Josefa Schnella.
Na vrchol lze vystoupit například jihovýchodním hřebenem Dellacher-Keesflecke od chaty Essener-Rostocker Hütte (2207 m). Jedná se o ledovcovou túru s lezením stupně obtížnosti  II.

## Galerie

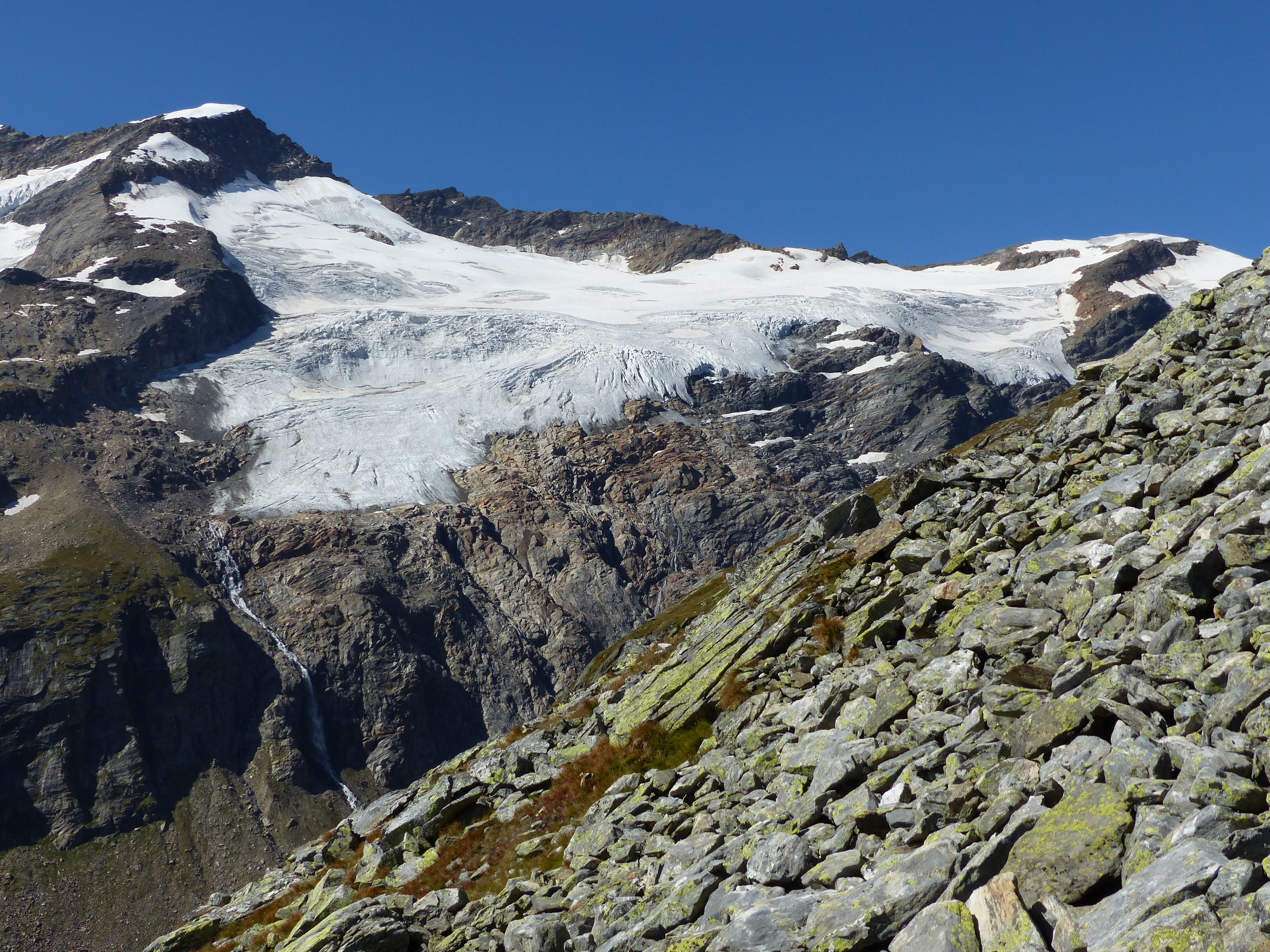
Östliche Simonyspitze a ledovec Maurerkees
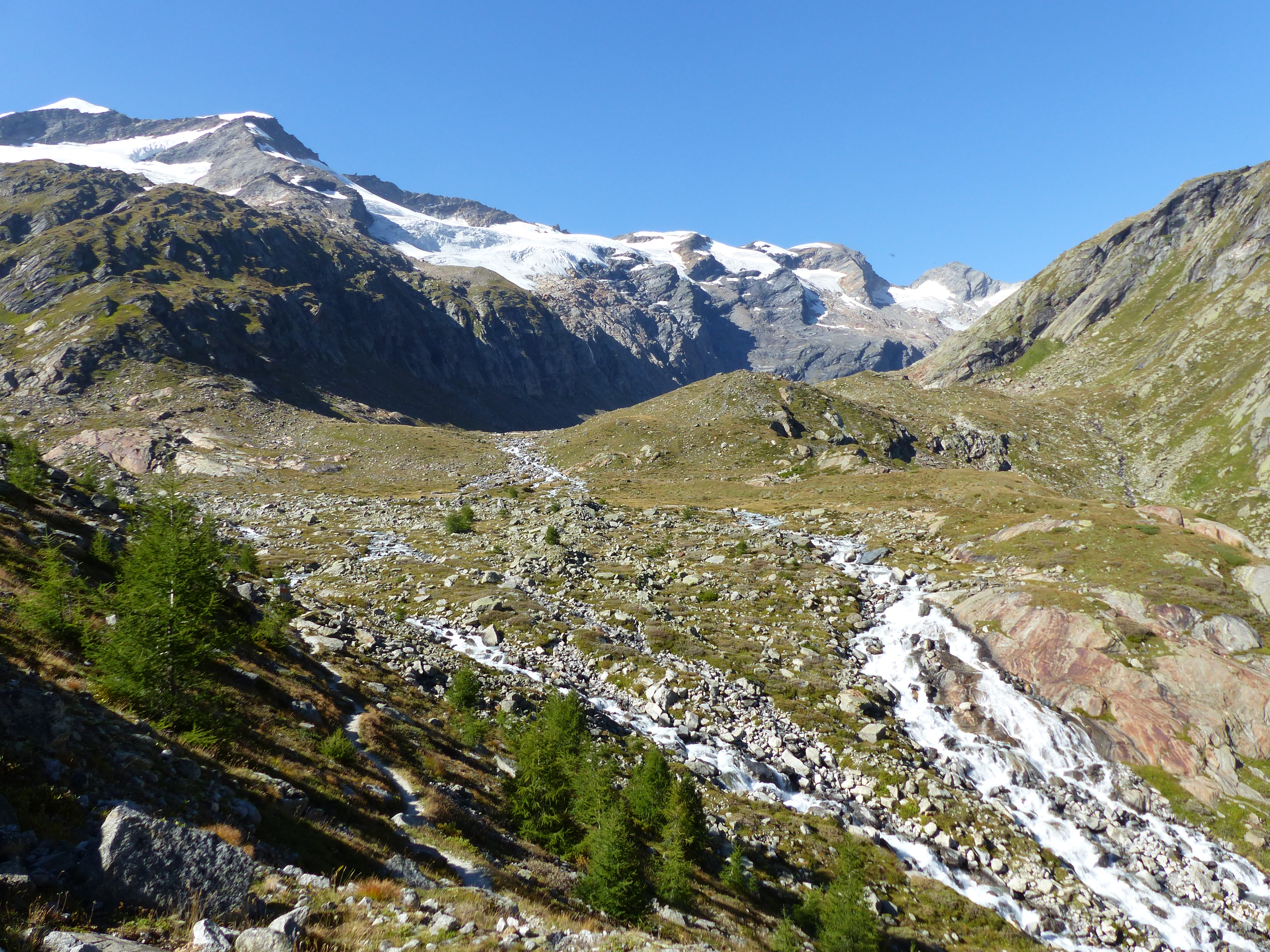
Oberes Maurertal od Essener-Rostocker-Hütte
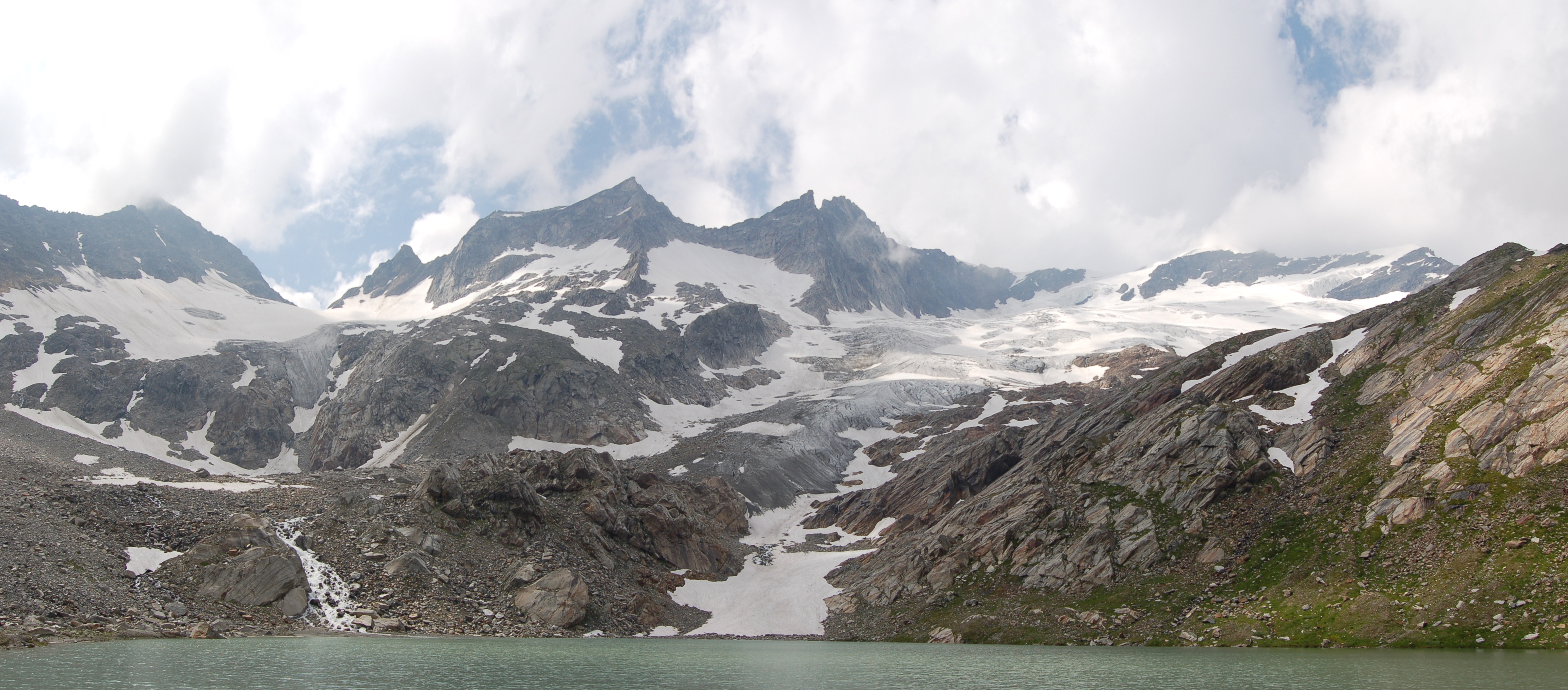
jezero Simonysee se severní Malhamspitze, Reggentörl, Gubachspitzen a Simonyspitzen.
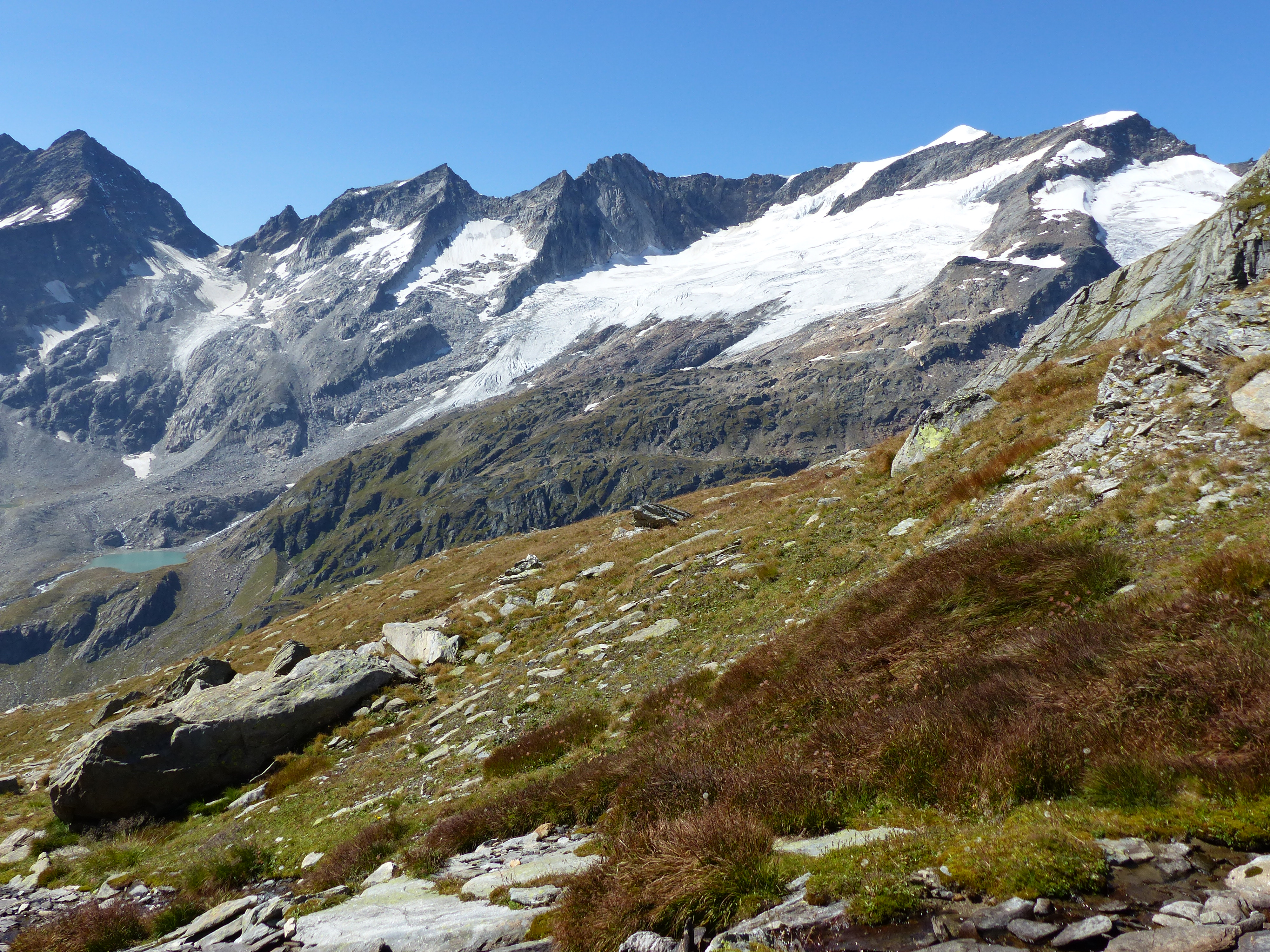
ledovec Simonykees a Simonyspitzen
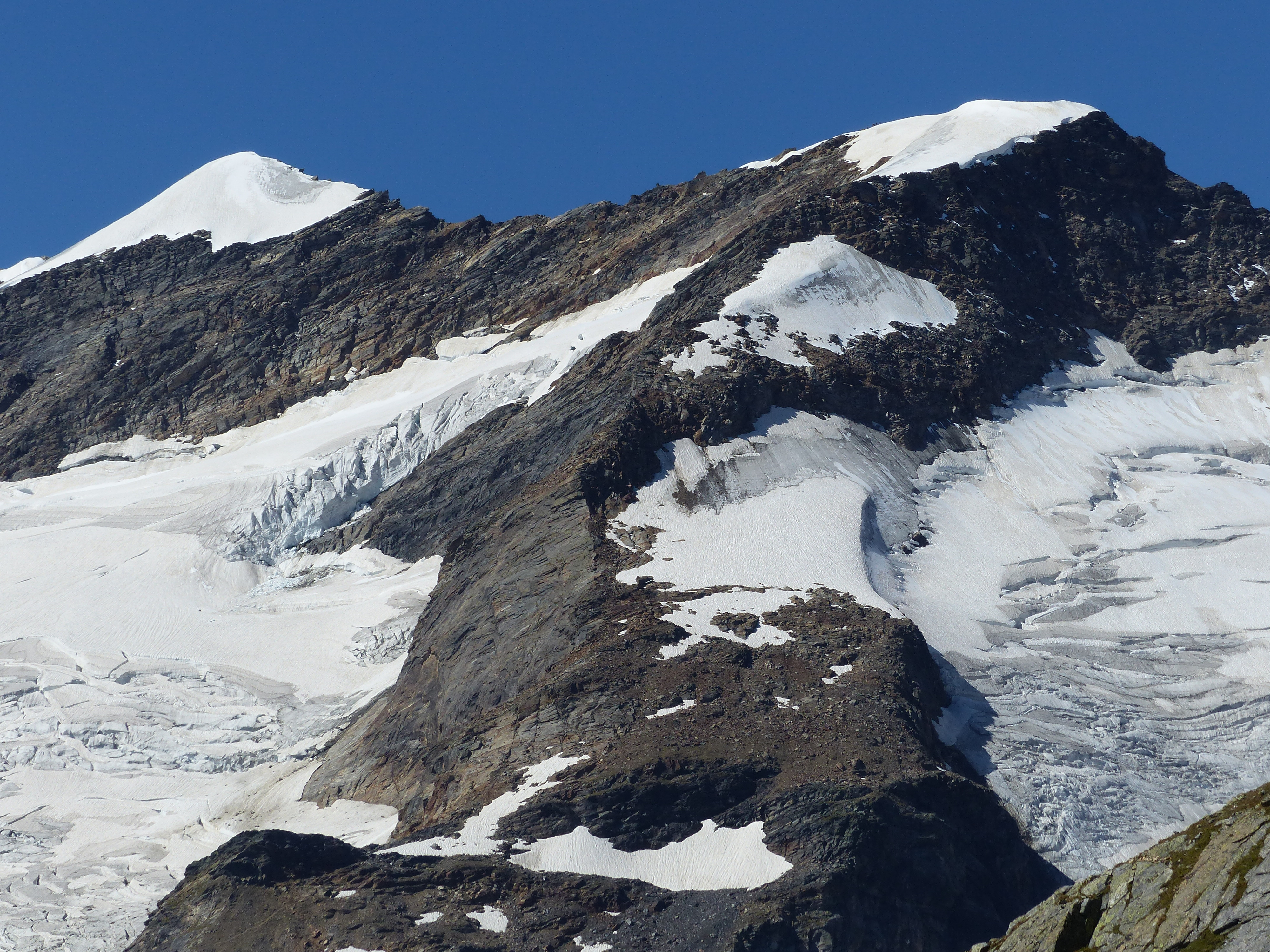
Simonyspitzen